# Месечарење
Месечарење или сомнамбулизам (од латинских речи somnium - сан, и ambulare - ходати, шетати) је ходање у сну. То је појава при којој особа (најчешће дете) устаје ноћу у сну, хода, говори или обавља сложене радње, при чему моторика бива очувана. Сомнамбул се у будном стању обично не сећа оног што је чинио током сна. Појава сомнамбулизма објашњава се на различите начине, али још увек не постоји опште прихваћена теорија осим оне којом се указује на дубоко несвесне разлоге који су код сваке особе специфични. Очи особе која месечари су отворене, али је њен поглед далек, замишљен и изгледа као да она гледа кроз вас.
Сомнабул не посматра ствари око себе адекватно, па се може понашати као да је друго доба дана: спрема се за посао, дозива неког, подгрева ручак, пали и гаси светло, раде ствари које за посматрача немају смисла. Међутим, колико год вам изгледало да особа свесно ради ствари, разговетно говори, има координиране покрете, она вам неће одговарати на постављена питања, чак вас неће ни примећивати.

## Када се сомнабулизам јавља
Сомнабулизам се најчешће јавља у детињству. Повремено се јавља код деце од 4-12 година, а у периоду адолесценције се чешће јавља код дечака него код девојчица. Управо у том периоду адолесценције, сомнабулне активности могу нестати саме од себе, али се могу јављати и код одраслих особа.

## Како спавамо
Током спавања, људски мозак пролази кроз прву, другу, трећу, четврту и РЕМ фазу сна. Те фазе заједно чине један циклус спавања, који обично траје 90-100 минута, а једно целокупно људско спавање се састоји од 4-5 таквих циклуса. Особа најчешће месечари сат или два након што је заспала, а може да месечари до 20 минута.

## Узроци сомнабулизма
Сомнабулизам је појава која се може преносити и генетски, јавља се и код идентичних близанаца и десет пута је учесталија код најближих сродника особа које су имале или још увек имају сомнабулне активности.
Код деце је тешко установити узрок сомнабулних активности. Међутим, узрок врло ретко могу бити неки емоционални или психолошки проблеми. Ти узроци су најчешће:
- несаница,
- умор,
- прекинут сан,
- болест или температура,
- неки лекови.
Током сомнабулних активности се могу јавити и нека од следећих стања:
- апнеа,
- enuresis nocturna,
- ноћне море.

## Митови и заблуде о месечарењу
Један од најстаријих митова јесте да месечара не треба будити док месечари, како не би изазвали шок, срчани удар, уплашили га и угрозили његово здравље. Напротив, треба га пробудити. То буђење ником неће шкодити осим особи која га буди, јер приликом буђења месечар може имати рефлексне реакције па може и да удари.
Постоје и веровања о томе да се сомнабул, приликом извођења сомнабулних активности, не може повредити и замишља се као особа која у сну хода са подигнутим рукама испред себе, као зомби. Наравно да се сомнабул може повредити, јер он ствари око себе не види онакве какве јесу и онакве какве их види кад је будан, па неке предмете може применити на погрешан начин и томе слично. Што се тиче подигнутих руку - оне се постављају у зависности од тога коју радњу сомнабул врши.
Некада се такође веровало да особу, док месечари, воде духови, демони и духови њихових предака.

## Превенција
Особу која месечари треба заштитити. То се може урадити тако што би јој се кратко и разговетно рекло да се врати у кревет, а уколико се сомнабул не обазире на наредбу треба га пробудити. Треба, такође, обратити пажњу на правилну исхрану, физичке активности, одмор, правилно спавање и, наравно, особа се може обратити стручњаку.